# بلومشه ویلدنیس
بلومشه ویلدنیس (به آلمانی: Blomesche Wildnis) یک شهر در آلمان است که در اشتاینبورگ واقع شده‌است. بلومشه ویلدنیس ۷۰۹ نفر جمعیت دارد.